# Campionati europei di atletica leggera indoor 2015 - Salto in alto maschile
La specialità del salto in alto maschile ai campionati europei di atletica leggera indoor di Praga 2015 si è svolta alla O2 Arena di Praga, nella Repubblica Ceca, il 7 e l'8 marzo 2015. 

## Podio
| Pos.    | Atleta           | Nazionalità | Misura |
| ------- | ---------------- | ----------- | ------ |
| Oro     | Daniil Cyplakov  | Russia      | 2,31 m |
| Argento | Silvano Chesani  | Italia      | 2,31 m |
| Argento | Adónios Mástoras | Grecia      | 2,31 m |

## Record
Prima di questa competizione, il record del mondo (RM), il record europeo (EU) ed il record dei campionati (RC) sono i seguenti:
| Record                | Prestazione | Atleta                          | Data                                     | Competizione        |
| --------------------- | ----------- | ------------------------------- | ---------------------------------------- | ------------------- |
| Record mondiale       | 2,43 m      | Javier Sotomayor Cuba           | 4 marzo 1989 Budapest, Ungheria          |                     |
| Record europeo        | 2,42 m      | Patrik Sjöberg Svezia           | 30 giugno 1987 Stoccolma, Svezia         |                     |
| Record europeo        | 2,42 m      | Carlo Thränhardt Germania Ovest | 26 febbraio 1988 Berlino, Germania Ovest |                     |
| Record europeo        | 2,42 m      | Ivan Uchov Russia               | 25 febbraio 2014 Praga, Rep. Ceca        |                     |
| Record dei campionati | 2,40 m      | Stefan Holm Svezia              | 6 marzo 2005 Madrid, Spagna              | Europei indoor 2005 |

## Programma
| Data         | Ora   | Turno          |
| ------------ | ----- | -------------- |
| 7 marzo 2015 | 10:30 | Qualificazioni |
| 8 marzo 2015 | 15:40 | Finale         |

## Risultati

### Qualificazioni
La qualificazione si è tenuta sabato 7 marzo a partire dalle 10:30. Accedono alla finale gli atleti che ottengono la misura di 2,31 metri (Q) o le prime 8 migliori misure (q).
| Pos. | Nome                   | Nazione     | 2,14 | 2,19 | 2,24 | 2,28 | Misura | Note |
| ---- | ---------------------- | ----------- | ---- | ---- | ---- | ---- | ------ | ---- |
| 1    | Jaroslav Bába          | Rep. Ceca   | o    | o    | o    | o    | 2,28 m | q    |
| 1    | Adónios Mástoras       | Grecia      | o    | o    | o    | o    | 2,28 m | q    |
| 1    | Daniil Cyplakov        | Russia      | o    | o    | o    | o    | 2,28 m | q    |
| 4    | Silvano Chesani        | Italia      | o    | o    | o    | xo   | 2,28 m | q    |
| 5    | Gianmarco Tamberi      | Italia      | o    | xo   | xxo  | xo   | 2,28 m | q    |
| 6    | Aleksandr Šustov       | Russia      | o    | o    | o    | xxo  | 2,28 m | q =  |
| 7    | Kyriakos Iōannou       | Cipro       | xo   | o    | o    | xxo  | 2,28 m | q    |
| 7    | Andrij Procenko        | Ucraina     | o    | o    | xo   | xxo  | 2,28 m | q    |
| 9    | Sylwester Bednarek     | Polonia     | o    | o    | o    | xxx  | 2,24 m |      |
| 9    | Matúš Bubeník          | Slovacchia  | o    | o    | o    | xxx  | 2,24 m |      |
| 9    | Mihai Donisan          | Romania     | o    | o    | o    | xxx  | 2,24 m |      |
| 12   | Konstadínos Baniótis   | Grecia      | o    | xo   | xo   | xxx  | 2,24 m |      |
| 12   | Aleksej Dmitrik        | Russia      | o    | xo   | xo   | xxx  | 2,24 m |      |
| 14   | Tihomir Ivanov         | Bulgaria    | o    | xo   | xxo  | xxx  | 2,24 m |      |
| 14   | Jurij Krymarenko       | Ucraina     | o    | xo   | xxo  | xxx  | 2,24 m |      |
| 16   | Lukáš Beer             | Slovacchia  | o    | o    | xxx  |      | 2,19 m |      |
| 16   | Andrea Lemmi           | Italia      | o    | o    | xxx  |      | 2,19 m |      |
| 16   | Eugenio Rossi          | San Marino  | o    | o    | xxx  |      | 2,19 m |      |
| 19   | Dimítrios Hondrokoúkis | Cipro       | o    | xo   | xxx  |      | 2,19 m |      |
| 20   | Raivydas Stanys        | Lituania    | xo   | xo   | xxx  |      | 2,19 m |      |
| 21   | Allan Smith            | Regno Unito | o    | xxo  | x-   | xxr  | 2,19 m |      |
| 22   | Andrij Koval'ov        | Ucraina     | o    | xxx  |      |      | 2,14 m |      |
| 22   | Andrei Mîtîcov         | Moldavia    | o    | xxx  |      |      | 2,14 m |      |
| 22   | Mateusz Przybylko      | Germania    | o    | xxx  |      |      | 2,14 m |      |
| 25   | Péter Bakosi           | Ungheria    | xo   | xxx  |      |      | 2,14 m |      |
| 25   | Miguel Ángel Sancho    | Spagna      | xo   | xxx  |      |      | 2,14 m |      |
| -    | Michal Kabelka         | Slovacchia  | xxx  |      |      |      | nm     |      |

### Finale
La finale ha avuto inizio alle 15:40 di domenica 8 marzo.
| Pos.    | Atleta            | Nazionalità | 2,19 | 2,24 | 2,28 | 2,31 | 2,34 | Misura | Note                                     |
| ------- | ----------------- | ----------- | ---- | ---- | ---- | ---- | ---- | ------ | ---------------------------------------- |
| Oro     | Daniil Cyplakov   | Russia      | o    | o    | xxo  | o    | xxx  | 2,31 m | =                                        |
| Argento | Silvano Chesani   | Italia      | o    | xxo  | xo   | xo   | xxx  | 2,31 m | Miglior prestazione personale stagionale |
| Argento | Adónios Mástoras  | Grecia      | xo   | o    | xxo  | xo   | xxx  | 2,31 m | Miglior prestazione personale            |
| 4       | Aleksandr Šustov  | Russia      | xo   | o    | o    | xxx  |      | 2,28 m | =                                        |
| 5       | Jaroslav Bába     | Rep. Ceca   | o    | o    | xo   | xxx  |      | 2,28 m |                                          |
| 6       | Andrij Procenko   | Ucraina     | o    | xxo  | xxo  | xx-  | x    | 2,28 m |                                          |
| 7       | Gianmarco Tamberi | Italia      | o    | xo   | xxx  |      |      | 2,24 m |                                          |
| -       | Kyriakos Iōannou  | Cipro       | -    | xr   |      |      |      | nm     |                                          |